# The Whole Truth (Lost)
"The Whole Truth" er det 40. afsnit af tv-serien Lost. Episoden blev instrueret af Karen Gaviola og skrevet af Elizabeth Sarnoff & Christina M. Kim. Det blev første gang udsendt 22. marts 2006, og karakteren Sun-Hwa Kwon vises i afsnittets flashbacks.